# Misumenops
Misumenops F. O. P.-Cambdridge, 1900 è un genere di ragni appartenente alla famiglia Thomisidae.

## Distribuzione
Le 57 specie note di questo genere sono diffuse in tutti i continenti ad eccezione dei poli: le specie dall'areale più vasto sono la M. pallens, diffusa dal Guatemala all'Argentina e la M. pallens diffusa dalla Colombia all'Argentina

## Tassonomia
Non è sinonimo anteriore di Runcinioides Mello-Leitão, 1929 secondo un lavoro degli aracnologi Lehtinen e Marusik del 2008 e contra uno studio antecedente della Rinaldi del 1988.
Non sono stati esaminati esemplari di questo genere dal 2012.
A giugno 2014, si compone di 57 specie ed una sottospecie:
1. Misumenops anachoretus (Holmberg, 1876) — Argentina
2. Misumenops armatus Spassky, 1952 — Asia centrale
3. Misumenops bellulus (Banks, 1896) — USA, Cuba, Isole Vergini (Mar dei Caraibi)
4. Misumenops biannulipes (Mello-Leitão, 1929) — Brasile
5. Misumenops bivittatus (Keyserling, 1880) — Brasile, Uruguay
6. Misumenops callinurus Mello-Leitão, 1929 — Brasile
7. Misumenops candidoi (Caporiacco, 1948) — Guyana
8. Misumenops carneus Mello-Leitão, 1944 — Argentina
9. Misumenops conspersus (Keyserling, 1880) — Perù
10. Misumenops consuetus (Banks, 1898) — Messico
11. Misumenops croceus (Keyserling, 1880) — dalla Colombia al Paraguay
12. Misumenops cruentatus (Walckenaer, 1837) — USA
13. Misumenops curadoi Soares, 1943 — Brasile
14. Misumenops dalmasi Berland, 1927 — Isole Marchesi (Polinesia Francese)
15. Misumenops decolor (Kulczynski, 1901) — Etiopia
16. Misumenops fluminensis Mello-Leitão, 1929 — Brasile
17. Misumenops forcatus Song & Chai, 1990 — Cina
18. Misumenops gibbosus (Blackwall, 1862) — Brasile
19. Misumenops gracilis (Keyserling, 1880) — Messico
20. Misumenops guianensis (Taczanowski, 1872) — Venezuela, Brasile, Guiana francese, Paraguay
21. Misumenops haemorrhous Mello-Leitão, 1949 — Brasile
22. Misumenops hunanensis Yin, Peng & Kim, 2000 — Cina
23. Misumenops ignobilis (Badcock, 1932) — Paraguay, Argentina
24. Misumenops iners (Walckenaer, 1837) — USA
25. Misumenops khandalaensis Tikader, 1965 — India
26. Misumenops lacticeps (Mello-Leitão, 1944) — Argentina
27. Misumenops lenis (Keyserling, 1880) — Brasile
28. Misumenops longispinosus (Mello-Leitão, 1949) — Brasile
29. Misumenops maculissparsus (Keyserling, 1891)[2] — Brasile, Argentina
30. Misumenops melloleitaoi Berland, 1942 — Tahiti, Moorea (Polinesia Francese)
31. Misumenops mexicanus (Keyserling, 1880) — Messico
32. Misumenops morrisi Barrion & Litsinger, 1995 — Filippine
33. Misumenops nepenthicola (Pocock, 1898) — Singapore, Borneo
34. Misumenops ocellatus (Tullgren, 1905) — Bolivia, Argentina
35. Misumenops octoguttatus Mello-Leitão, 1941 — Argentina
36. Misumenops pallens (Keyserling, 1880) — dal Guatemala all'Argentina
37. Misumenops pallidus (Keyserling, 1880) — dalla Colombia all'Argentina
  - Misumenops pallidus reichlini Schenkel, 1949 — Argentina
38. Misumenops paranensis (Mello-Leitão, 1932) — Brasile
39. Misumenops pascalis (O. P.-Cambridge, 1891) — Panama
40. Misumenops punctatus (Keyserling, 1880) — Perù
41. Misumenops rapaensis Berland, 1934 — Rapanui (Isola di Pasqua)
42. Misumenops robustus Simon, 1929 — Venezuela, Perù, Brasile
43. Misumenops roseofuscus Mello-Leitão, 1944 — Argentina
44. Misumenops rubrodecoratus Millot, 1942 — Africa
45. Misumenops schiapelliae Mello-Leitão, 1944 — Argentina
46. Misumenops silvarum Mello-Leitão, 1929 — Brasile
47. Misumenops spinifer (Piza, 1937) — Brasile
48. Misumenops spinitarsis Mello-Leitão, 1932 — Brasile
49. Misumenops spinulosissimus (Berland, 1936) — Isole Capo Verde (Oceano Atlantico)
50. Misumenops splendens (Keyserling, 1880) — Messico
51. Misumenops temibilis (Holmberg, 1876) — Cile, Argentina
52. Misumenops temihana Garb, 2007 — Isole della Società (Polinesia Francese)
53. Misumenops turanicus Charitonov, 1946 — Uzbekistan
54. Misumenops variegatus (Keyserling, 1880) — Perù
55. Misumenops varius (Keyserling, 1880) — Colombia
56. Misumenops zeugma Mello-Leitão, 1929 — Brasile
57. Misumenops zhangmuensis (Hu & Li, 1987) — Cina

### Nomina dubia
- Misumenops desidiosus (Walckenaer, 1837); originariamente ascritto al genere Thomisus, è stato trasferito qui a seguito di un lavoro degli aracnologi Chamberlin & Ivie del 1944. Si tratta di un esemplare femminile, reperito negli USA che, a seguito di uno studio di Lehtinen & Marusik del 2008, è da ritenersi nomen dubium[1].
- Misumenops iners (Walckenaer, 1837); originariamente ascritto al genere Thomisus, è stato trasferito qui a seguito di un lavoro degli aracnologi Chamberlin & Ivie del 1944. Si tratta di un esemplare femminile, reperito negli USA che, a seguito di uno studio di Lehtinen & Marusik del 2008, è da ritenersi nomen dubium[1].
- Misumenops variegatus Mello-Leitão, 1917a; esemplare femminile rinvenuto in Brasile, a seguito di uno studio di Lehtinen & Marusik del 2008, è da ritenersi nomen dubium[1].